# La Regenta
La Regenta es la primera novela de Leopoldo Alas «Clarín», publicada en dos tomos en 1884 y 1885. En palabras de su autor, «fue escrita como artículos sueltos» que «según iba escribiendo iba mandando al editor». Gran parte de la crítica la ha considerado la obra cumbre de Clarín y de la novela española del siglo XIX, la segunda de la literatura española y uno de los máximos exponentes del naturalismo y del realismo. Asimismo, la crítica ha venido señalando, desde el momento de su publicación, los vínculos entre La Regenta y Madame Bovary (1857), del escritor francés Gustave Flaubert.
La novela, cuya acción transcurre en  Vetusta, una ciudad provinciana española tras cuyo nombre enmascaró Clarín a la capital asturiana, Oviedo, solo pudo ser publicada en Barcelona (Daniel Cortezo y Cía.), ya que constituyó un verdadero escándalo en su momento, sobre todo en Oviedo, donde el obispo de la ciudad, Ramón Martínez Vigil, publicó en su contra una pastoral que mereció una réplica de Clarín.
La novela narra la historia de Ana Ozores, una joven y bella mujer atrapada en un matrimonio sin amor con el regente de la ciudad de Vetusta, un hombre mayor y severo. A pesar de su aparente respetabilidad, Ana sufre una intensa agitación emocional y espiritual, luchando con sus deseos y una creciente sensación de aislamiento. Se convierte en el objeto de deseo de dos hombres: el carismático y moralmente ambiguo Don Álvaro, y el devoto pero reprimido sacerdote Fermín de Pas. Atrapada entre estas influencias conflictivas, el conflicto interno de Ana se intensifica, llevándola a una crisis de fe e identidad. La novela explora temas de presión social, represión, hipocresía y las tensiones entre los deseos personales y las expectativas públicas, ofreciendo una aguda crítica del tejido moral y religioso de la sociedad española.
En su argumento se basó la versión cinematográfica homónima de 1974 dirigida por Gonzalo Suárez y protagonizada por Emma Penella. De 1995 data la serie para televisión homónima, dirigida por Fernando Méndez Leite, con Aitana Sánchez-Gijón y Carmelo Gómez como protagonistas.

## Género
Tradicionalmente, se ha adscrito la novela al género naturalista; sin embargo, no se adecúa plenamente a los cánones de esta corriente. Comparada con la obra de Zola o Maupassant, se echan de menos algunos aspectos que caracterizan al naturalismo ortodoxo. Entre ellos destaca el quebrantamiento del dogma de la total objetividad, pese a que el autor se esfuerza en permanecer oculto en ocasiones en que, quizá obedeciendo a un impulso irresistible, la voz del narrador se dirige directamente al lector.

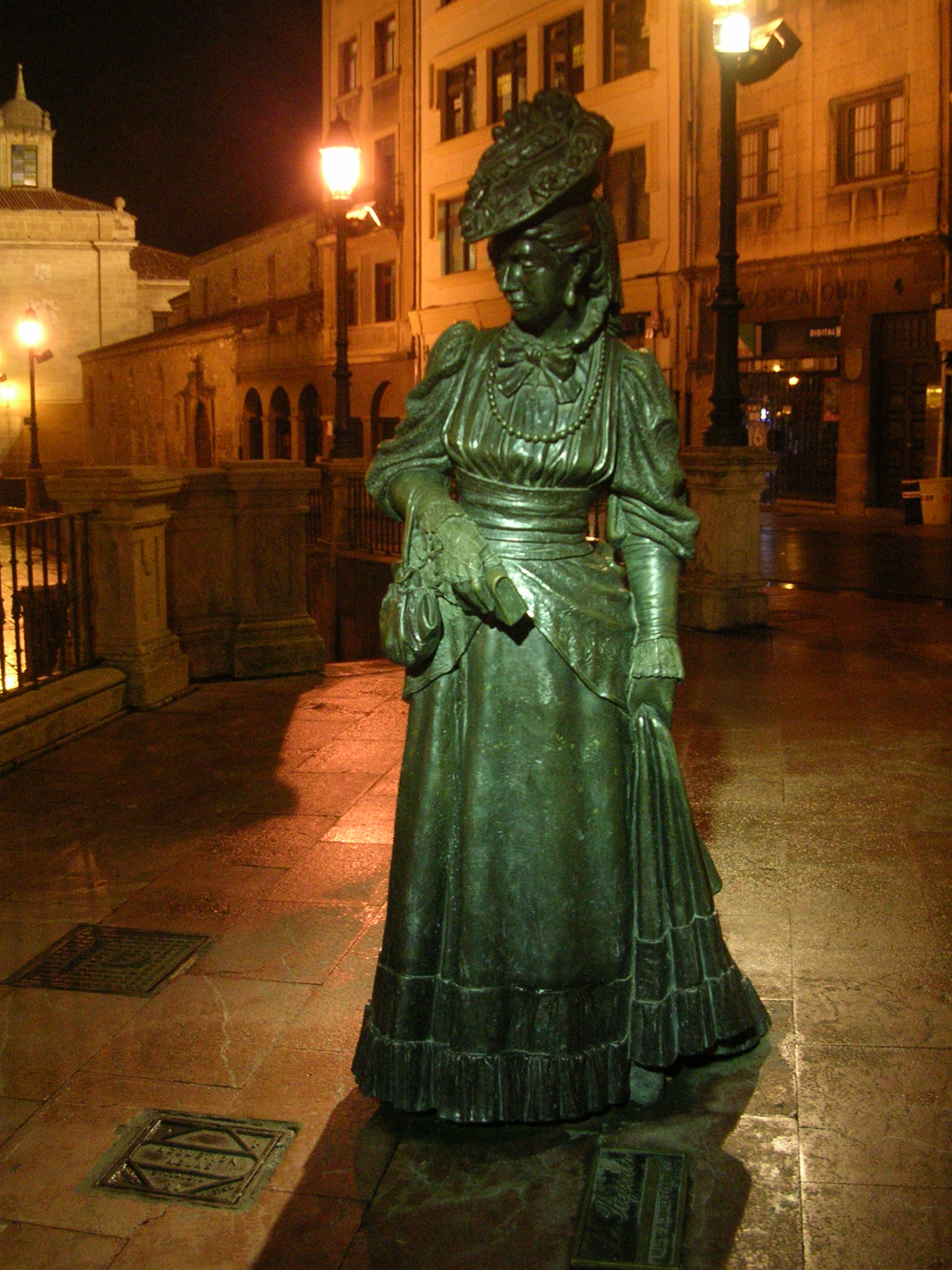
Escultura dedicada a «la Regenta» en la plaza de la catedral de Oviedo.

En su artículo «Del naturalismo», aparecido en La Diana en 1882, Clarín hace una defensa moderada y ecléctica de la obra de Émile Zola, negando las bases científicas del nuevo movimiento —el positivismo— y haciendo elogio de los sentimientos. En otros artículos, Clarín centra su visión del naturalismo en el determinismo:

(...) este determinismo obliga al autor a renunciar a la presentación de tipos y tratar con caracteres humanos, rodeándolos de un mundo tan real como ellos, para que estén influenciados como en la vida y para que el natural desarrollo de la acción pueda transcurrir, según lo que Taine llamaba «la logique du milieu».

En La Regenta, el determinismo viene marcado por la presión de la ciudad sobre los personajes principales. De esta manera, la obra de Alas significa una aplicación estricta del naturalismo en la narrativa. Las salvedades teóricas que el propio Clarín hace —referentes a un cierto espiritualismo, que, al mismo tiempo, se critica— se encuentran en sus escritos teóricos. La Regenta es una aplicación racional y consciente de estas concepciones, que suponen a su vez un análisis racional de la realidad. Clarín era más naturalista de lo que creía.

## Argumento
En la ciudad de provincias de Vetusta, vive Ana Ozores, una mujer de noble linaje venido a menos, casada con don Víctor Quintanar, regente de la Audiencia, de quien recibe el apelativo de «La Regenta». El matrimonio de Ana con don Víctor fue una unión de conveniencia; ella, mucho más joven que su esposo, lo considera más un amigo y protector que un verdadero compañero de vida. Su existencia transcurre entre la soledad y el tedio, marcada por la frustración de no haber sido madre y el anhelo de algo más elevado y desconocido. Su marido, por su parte, aunque sin quererlo, no le presta la atención adecuada y no comprende sus necesidades, prefiriendo la caza a ella. Los conflictos internos de Ana y su fragilidad la llevan a una morbosa exaltación mística hacia el joven vicario de la diócesis, don Fermín, quien siente cierta atracción física hacia la mujer, que sin embargo ella no corresponde. Al mismo tiempo, la bella y sensual protagonista cede a las tentaciones del confidente de su marido, don Álvaro Mesía, conocido como el Don Juan de Vetusta. Su relación permanece en secreto hasta que la criada de Ana, Petra, revela la traición a Don Víctor. El ex regente decide entonces desafiar a duelo al traidor, pero inesperadamente sale derrotado. La novela termina con la descripción de Ana: consumida por el remordimiento y la postración espiritual y física, está destinada a la muerte social.
Clarín utiliza Vetusta como símbolo de la vulgaridad, la ignorancia y el fariseísmo de la sociedad de provincias. Ana Ozores, por su parte, es un personaje marcado por el bovarismo, aquella patología del alma que denota insatisfacción crónica con la realidad que la rodea. Desde otro ángulo, Ana representa el idealismo torturado, que sucumbe lentamente ante la hipocresía de su entorno. En este contexto de tensiones, el autor construye un despiadado retrato de la vida provinciana española, centrado en sus clases dominantes, durante la Restauración de finales del siglo XIX.
La Regenta es, indudablemente, la obra maestra de Clarín y una de las novelas más significativas de la literatura española. En ella, se retrata con minuciosa precisión la vida en Vetusta, una ciudad de provincias tras cuyo nombre se esconde Oviedo. A través de Vetusta, Clarín critica con ironía todos los estratos sociales: la aristocracia decadente, el clero corrupto, las damas hipócritas y los partidos políticos. Todo ello configura una atmósfera social asfixiante y opresiva, contra la que Ana Ozores se enfrenta. Su carácter sensible y soñador la empuja hacia el refugio del misticismo, pero pronto se ve decepcionada por su confesor, el canónigo Fermín de Pas, quien intenta aprovecharse de ella. Ante la traición de sus ideales religiosos, Ana busca consuelo en los brazos de Álvaro Mesía, un mediocre seductor, cuya relación amorosa no resultará más que un pálido reflejo de los ideales románticos que ella persigue.
En el choque entre Ana y Vetusta, la protagonista termina vencida y marginada, presa de la presión social y moral que ejerce sobre ella la sociedad. Esta presión, que aplasta a Ana, es uno de los aspectos que acercan la novela a las teorías naturalistas, donde el entorno social juega un papel determinante en el destino de los personajes. La Regenta es, así, tanto un retrato de la hipocresía y mediocridad de una ciudad de provincias, como una profunda reflexión sobre la fragilidad del idealismo frente a una sociedad implacable. 

### Estructuras
La Regenta tiene un comienzo irregular y complejo in medias res y se estructura en dos partes, que corresponden a un desigual periodo de tiempo. Cada capítulo goza de unidad y de autonomía dentro de un conjunto perfectamente ensamblado. Sin embargo, esta perfecta organización interna no es fruto de una lenta elaboración, sino de un agitado y rapidísimo proceso de escritura, en el que el escritor se olvidaba a veces «hasta de los nombres de algunos personajes», según confesó él mismo.

#### Primera parte
Los quince primeros capítulos de la novela se desarrollan durante tres días; en ellos se presentan los personajes, se explican y narran sus antecedentes y se describe Vetusta. Esta primera parte presenta un tipo de narración similar al cuadro de costumbres: la sacristía, el círculo cultural, la mansión de los Vegallana, la morada de los Ozores, el obispado, la casa del magistral, etc.

#### Segunda parte
- Los quince últimos capítulos finales de la obra comprenden tres años de la historia y en ellos tiene lugar verdaderamente el desarrollo de la trama narrativa.

## Personajes
En cuanto cuadro de costumbres, en La Regenta aparecen más de cien personajes. En el momento de la aparición de la obra, para muchos ovetenses supuso un entretenimiento apasionante la identificación de su entorno próximo con los personajes puestos en pie por Clarín. Este, en un artículo publicado en El Imparcial en 1895, reafirmó algunas de estas suposiciones:

En... La Regenta, hay un obispo, Fortunato Camoirán, que en opinión de ciertos críticos era «demasiado bueno» y en opinión de otros era un plagio de 
Bienvenido, de Los Miserables. Nada de eso. Mi obispo era copia... de don Benito Sanz y Forés, obispo de mi pueblo.

Su amigo Adolfo Posada ratificó sus palabras. Mientras que los personajes principales (Ana Ozores y el Magistral) fueron creaciones íntegras de Clarín,

... Hay, en efecto, en la novela... nuestro Oviedo geográfico y moral; en segundo lugar, el coro de ovetenses con quienes a diario tropezábamos. ... Clarín era en el Casino contertulio de Ronzal o, mejor, de los tres tipos reales que Ronzal sintetiza; era amigo de Mesía el elegante, Sierra en el mundo... y asimismo era paseante por Cimadevilla con don Pompeyo, ateo titular de Vetusta, lector, según decía, de Darwin.

Debido a la abundancia de personajes, no se puede hacer un análisis crítico de todos ellos, pero sí de los cuatro en torno a los cuales gira la historia principal:

### Ana Ozores

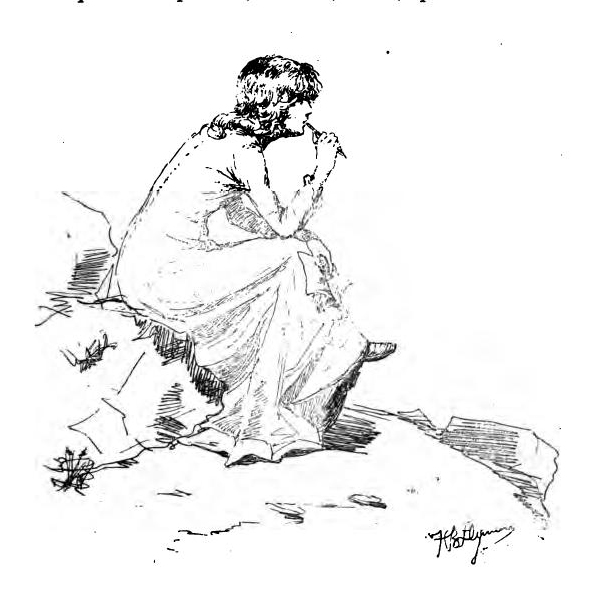
Ana Ozores.

Ana es la protagonista titular de la narración. Su función en la novela es clara y consiste en la oscilación de lo uno que pasa a lo otro. Se establece en este personaje la metamorfosis o transustanciación del carácter, es decir, que de una posición inicial, el misticismo, pasa a la aparentemente opuesta, el erotismo. Este erotismo, patente desde el inicio de la historia, es una de las características principales de la novela, y una de las causas de que resultase tan polémica en su tiempo. En cuanto a su carácter, Ana es una mujer que vive exaltada y presa de constantes crisis nerviosas producto de sus recuerdos. La añoranza de la madre y los intentos por suplir su ausencia, la malicia y malos tratos del aya y su amante, la ausencia del padre, la soledad, la educación despótica a la que estuvo sometida; además de las respuestas que Ana elabora frente a las dificultades que le pone la vida es lo que conforma los factores deterministas que configuran su carácter vehemente. Se entrega a las lecturas de las Confesiones de san Agustín, san Juan de la Cruz, fray Luis de León, Chateaubriand y otros textos religiosos que enriquecen su visión del mundo y la incitan a escribir, pero su inquietud literaria se ve frustrada por los convencionalismos ortodoxos del medio social, que ven mal que una mujer sea literata. Siente frustración respecto de la maternidad, vive en la reclusión de la castidad: ya que su marido no logra verla como mujer, sino como a una hija. Ante este panorama, Ana busca en la religión un medio de purificación espiritual y de sublimizar sus necesidades sexuales y reproductivas.
Según Yvan Lissorgues, autor del prólogo a la edición francesa, la palabra «regenta» estaba ya en desuso en la época de publicación del libro. «Regenta» era la esposa del regente, es decir, del presidente del tribunal regional. Este autor considera que, al elegir este título, Clarín no solo indica que Ana Ozores ha de ser el centro y el fin de la novela —indicación, por otro lado, necesaria, debido al universo casi infinito de personajes y retratos que cruzan la historia—, sino también una crítica a una sociedad aristocrática atrasada, conservadora y beata. Al elegir el tratamiento en vez del propio nombre de la protagonista, Clarín la ensalza, la convierte desde el principio en un ser puro que lucha contra la ruin villa de Vetusta.

### Fermín de Pas

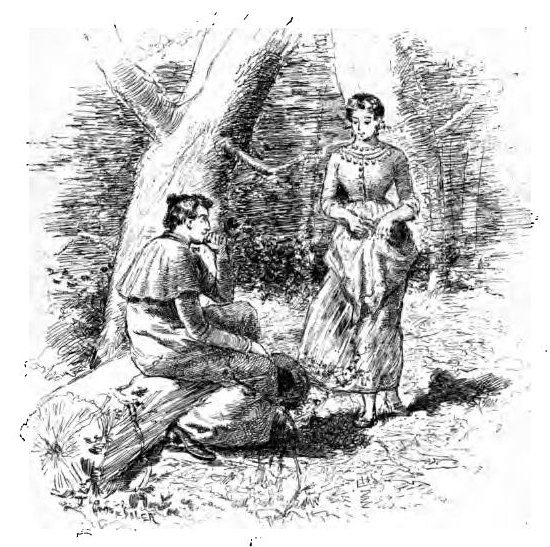
Fermín de Pas y Petra.

Magistral de la Catedral y provisor en la Diócesis de Vetusta. Su función es dual y cambiante, en una dirección pasa de confesor a enamorado y en la otra de hermano del alma a marido verdadero y cuidadoso. Su pasión por la Regenta parece poder redimirle; sin embargo, cuando ella se entrega a su rival, don Álvaro Mesía, los celos le llevan a traicionarla y ser el causante de su caída. Fermín es el reverso de la moneda, el equivalente masculino de Ana, lo cual queda expuesto por Clarín a través de sus biografías paralelas. También el Magistral pasó por periodos de gran religiosidad y misticismo, pero estos fueron suprimidos por la ambición de su madre, quien le convierte en un hombre ambicioso y calculador. Físicamente, el Magistral es alto, blanco de piel, velludo, es un hombre fornido por constitución y tiene músculos hercúleos porque, además, hace gimnasia con pesas de muchos kilos. Su cara es blanca, tiene los ojos verdes y una mirada que pocos resisten. Su nariz es larga, recta, “sobrada de carne hacia el extremo”, sus labios largos y delgados, y la barbilla tendente a subir. Su cabello es negro y abundante.

### Álvaro Mesía
Mesía es descrito por el narrador como una versión masculina de Margarita Gautier, un joven de buen ver con una definida vocación de don Juan, hacia el que Ana no es indiferente, y que representa una tentación a la que está dispuesta a no sucumbir, o al menos a mantener en un nivel puramente platónico. Esta actitud de Ana se pone de manifiesto mientras ve el acto cuarto del Don Juan: «creía tener valor para no entregar jamás el cuerpo, aquel miserable cuerpo que era propiedad de don Víctor sin duda alguna». Mesía, en cuanto parte activa en la humillación y destrucción de Ana, representa al conjunto de Vetusta y es su brazo ejecutor. La disolución de la verdad (castidad y fidelidad conyugal) de Ana, la reducción de la diferencia y la homogeneización en el vicio: tal es la materia de la novela de Clarín.

### Víctor Quintanar
Las relaciones de Ana Ozores con su marido son imprescindibles para forjarnos una idea de la biografía de la protagonista. Ana Ozores y don Víctor Quintanar, exregente de Vetusta, forman un matrimonio que se reduce a un simple formalismo social. Viven bajo un mismo techo, pero duermen en habitaciones separadas. Clarín nos presenta a don Víctor como un personaje caricaturesco. Solo, y al final, cuando se enfrenta a la muerte, es su primer acto de conciencia de la realidad. «¡Qué amarga era la ironía de la suerte!».

## Temas

### El adulterio

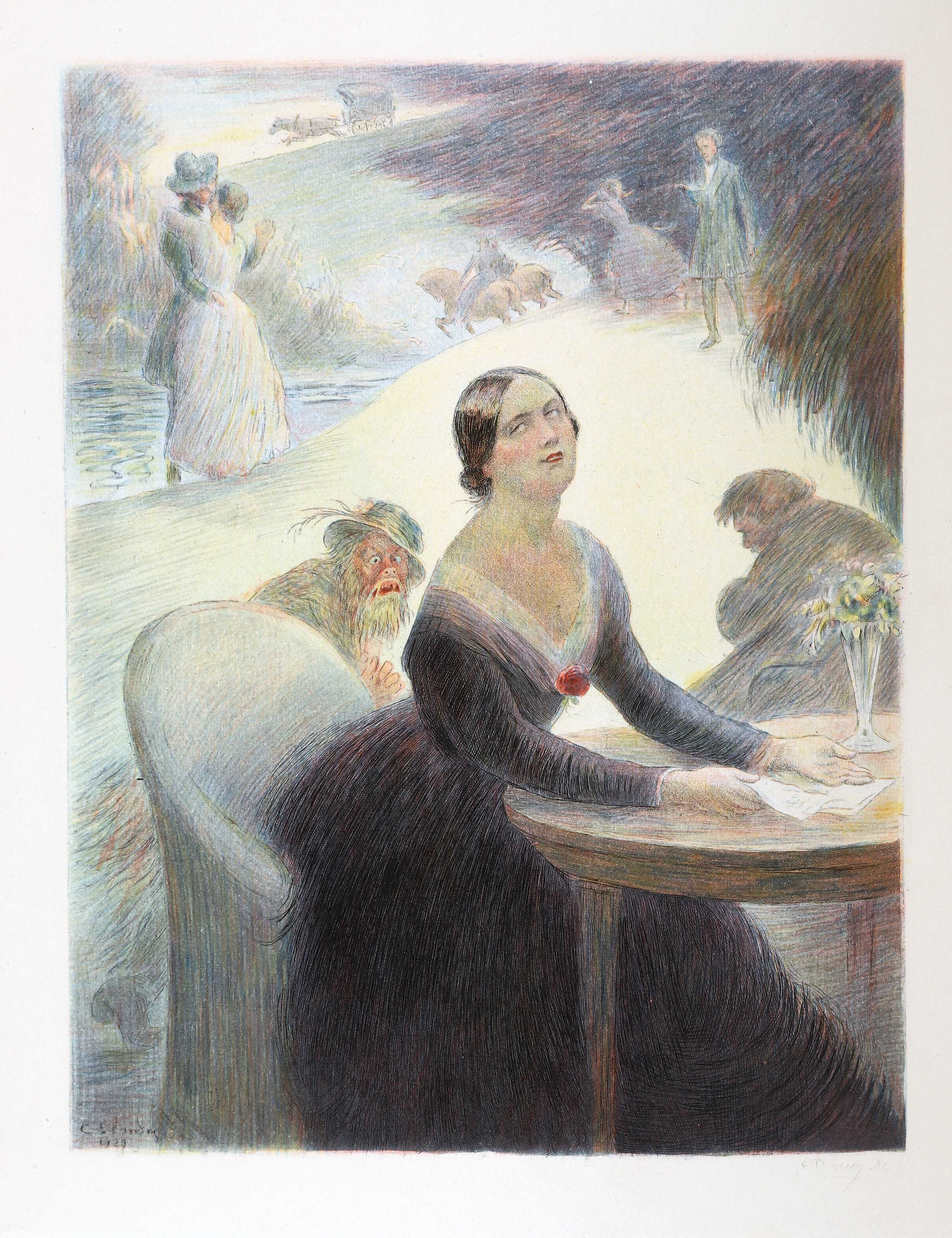
El personaje de Emma Bovary en el frontispicio de una edición francesa de 1931 de la novela Madame Bovary (1857), de Gustave Flaubert.

Muchas de las grandes novelas del siglo XIX giran en torno a la figura de la mujer adúltera. En una época donde la sensibilidad romántica chocaba con una visión fundamentalmente económica y reproductiva del matrimonio, y donde las mujeres burguesas, carentes de educación, ocupaban su tiempo leyendo folletines, autores como Tolstói, Flaubert o Eça de Queirós retrataron el adulterio como un drama social, una consecuencia lógica del enfrentamiento entre los ideales románticos en los que se educaba a las muchachas y la dura realidad, el «tedio» de la vida cotidiana, tan alejada de la literatura sentimental. En la novela Madame Bovary (1857), de Flaubert, Emma Bovary, la adúltera por excelencia, se plantea como un Quijote femenino, porque refleja la figura de una mujer adicta a las novelas románticas de amores desdichados y pasiones arrebatadoras que ha llegado a la locura de amor a través de las fantasías novelescas. En La Regenta, sin embargo, el adulterio como tal ocupa apenas los dos capítulos finales, por lo que, más que una crítica a la moral burguesa, podría considerarse esta novela como una metáfora de la rebelión del individuo contra el código opresor, del conflicto entre la poesía del corazón y la prosa opuesta de las relaciones sociales y del azar de las circunstancias exteriores.

### La postura femenina
A lo largo de su obra literaria, Clarín evolucionó desde una posición krausista, a favor de la instrucción de la mujer (ideología que se muestra en La Regenta), hacia la misoginia extrema, como se muestra en ensayos como «Psicología del sexo» (1884) o novelas como Su único hijo (1890). Claramente sorprende al lector la empatía con la que Leopoldo Alas retrata a su protagonista, el único ser realmente puro e inocente de la novela y, sin embargo, el único que recibe castigo por sus actos. En cambio, la crítica feminista que parte de presupuestos humanistas y realistas ha destacado el carácter estereotipado de Ana Ozores. Si una lectura en clave postestructuralista, dominada por el relativismo y el subjetivismo, conduce lógicamente hacia la individualización del personaje, una lectura en clave realista, asentada en el concepto de lo típico, de lo representativo, termina sin más remedio en el estereotipo.
Schifter, por ejemplo, describe a Ana Ozores como «arquetipo trágico femenino» y Lisa Gerrard, que la ve como símbolo de la frustración femenina en una sociedad machista, se detiene en las imágenes dosificadas que de ella ofrecen otros personajes de la novela. Su padre, por ejemplo, la contempla «como si fuese el arte», «como si no tuviera sexo». Para sus tías no es sino un objeto en el mercado matrimonial al que hay que engordar para que la ganancia sea mayor. La ciudad, a su vez, la considera por su belleza, junto con la torre de la catedral y el paseo, como una de «las tres maravillas de la población».
Algunos autores sugieren que la Ana Ozores asfixiada por la sociedad hipócrita y falsa de Vetusta no es sino una proyección del propio Clarín y su decepción por la actitud de sus contemporáneos hacia el arte y la literatura. De esta manera, la narración de las penurias de Ana no es tanto un alegato feminista sino una metáfora de la propia persecución del autor.

### La educación
Entre los factores determinantes de la conducta humana que el naturalismo emplea para explicar el comportamiento de sus personajes es el de la educación el más destacado en La Regenta. Ahora bien, si el interés por la educación es uno de los postulados del naturalismo, no menos importante fue este tema entre los krausistas españoles, cuyos mayores logros se consiguieron en este terreno. La educación es, pues, un territorio en el que se cruzan los caminos del krausismo y del naturalismo. La pedagogía krausista, encarnada en la Institución Libre de Enseñanza, trató de oponerse a la educación clerical predominante. Frente a un tipo de educación que castraba en flor las potencialidades del individuo, dogmática, autoritaria y cerrada, los krausistas opusieron un tipo de educación liberal, científica, pluralista y abierta, que permitiese el desarrollo de las potencialidades innatas: una educación integral, como ellos mismos definieron.
En La Regenta encontramos, por un lado, la influencia de la educación sobre el carácter de los personajes, lo que la sitúa dentro del campo del naturalismo; por otro lado, una crítica feroz de la educación clerical, que se alinea con las emanadas del campo krausista. En los capítulos IV y V aparece el relato retrospectivo de la infancia y primera juventud de Ana Ozores. Clarín se vale de la confesión general que Ana debe evacuar con el Magistral para ofrecernos un retrato completo de la protagonista basándose en el recuento que de su propia vida realiza la Regenta. El método de asociación de ideas empleado por Leopoldo Alas está en consonancia con el naturalismo estilístico. En el comienzo mismo establece Ana una comparación entre aquella niña que fue y la mujer que ha llegado a ser:

Pensando la Regenta en aquella niña que había sido ella, la admiraba y le parecía que su vida se había partido en dos, una era la de aquel angelito que se le antojaba muerto. La niña que saltaba del lecho a oscuras era más enérgica que esta Ana de ahora, tenía una fuerza interior pasmosa para resistir sin humillarse las exigencias y las injusticias de las personas frías, secas y caprichosas que la criaban.

El párrafo es expresivo de lo que la educación ha hecho de aquella niñita para convertirla en la Regenta: en algo muy distinto de lo que ella quería ser. Ana Ozores es consciente de la escisión que ha sufrido, no reconoce en la mujer de hoy a la niña de antaño, «aquel angelito que se le antojaba muerto». Esta escisión entre el deseo y la realidad, la voluntad de libertad y el sometimiento al dictado de la conveniencia social constituyen el eje de la aventura vital de Ana Ozores, en la que todavía periódicamente aparecen aquellas ansias de libertad que fueron brutalmente reprimidas.
La educación de Ana Ozores se desarrolla en tres periodos: el primero a cargo de un aya cruel y brutal, doña Camila; el segundo a cargo de su propio padre; el último cuando cae en poder de sus tías.
La educación que proporciona doña Camila a Ana es una educación contra la naturaleza, como ella misma reconoce, basada en la represión de los instintos y dirigida a anular toda espontaneidad y autonomía. Cuando don Carlos vuelve de la emigración y se dedica personalmente a la educación de la niña, el cambio es demasiado brusco para ella. Don Carlos era librepensador y se propuso contrarrestar la viciosa educación que Ana había recibido del aya. Frente al oscurantismo de esta opone una educación neutra que deja que el espíritu de Ana se desarrolle libremente, una «educación omnilateral y armónica» en la que encontramos los ecos del krausismo. Es en este periodo cuando Ana entra en contacto con la mitología y lee las Confesiones de San Agustín, el Cantar de los Cantares, versión de San Juan de la Cruz, y las poesías de Fray Luis de León, que tanta influencia tendrían a lo largo de toda su vida, sobre todo en los periodos de misticismo. A la muerte de don Carlos, Ana cae bajo la férula de sus dos tías solteronas y beatas: de nuevo el oscurantismo y la represión. Es entonces cuando Ana empieza a manifestar sus tendencias y aspiraciones personales que, una tras otra, serán segadas apenas aparezca su brote.
Al casarse con don Víctor Quintanar, Ana Ozores ha dejado de ser aquella niña de cuatro años de la que todavía se acuerda y empieza a ser la Regenta. Para ello ha tenido que renunciar, una tras otra, a todas sus aspiraciones y vocaciones, ajustándose al modelo que sus tías y la sociedad de Vetusta habían tramado de antemano.

### La religión
La Regenta es la historia de un triángulo amoroso al cual Quintanar, el marido, permanece notoriamente ajeno hasta el desenlace final, en el cual uno de los contendientes por el amor de Ana Ozores es un sacerdote (elemento, por otro lado, común en la literatura de la época, como puede verse en obras como El crimen del padre Amaro de José Maria Eça de Queirós). Este elemento presenta un interesante paralelismo entre adulterio y sacrilegio, a la vez que expone la verdadera tragedia de la historia: dos espíritus superiores, dos almas gemelas condenadas a no estar nunca juntas (el uno, por sus votos de celibato; la otra, por sus votos matrimoniales). Como escribe Gonzalo Sobejano:

Al fondo de las diferencias que separan a Ana Ozores y Fermín de Pas, puede observarse el paralelismo de sus destinos: huérfana de madre, huérfano de padre; infancia soñadora, niñez estudiosa; inspiraciones de ella, aspiraciones de él; orientación de sus almas hacia el amor total; poderío de la tentación; reflexividad inagotable; intensidad de los sentimientos primarios y de los sentimientos sin nombre; fatal discrepancia con el medio (supravetustenses ambos entre la mostrenca grey de los vetustenses); inadaptación; fin desesperado.

No pocas críticas feministas han destacado la importancia de la Iglesia en La Regenta como reflejo de la gran influencia del estamento eclesiástico en la sociedad española de la época. Según Biruté Ciplijauskaité (citada por Isabel Navas Ocaña) Clarín se desvía del triángulo amoroso clásico y «opta por el rectángulo, poniendo en el primer plano no la vacilación entre el marido y el seductor, sino la lucha entre dos rivales» (Álvaro Mesía y Fermín de Pas), y de esa forma «enfrenta el poder civil y el eclesiástico […], mostrando que en los dos casos se trata menos de la conquista de una mujer que de la dictadura de la ciudad».
Clarín, hombre profundamente religioso, refleja en La Regenta la lucha entre el espíritu y la materia, entre el alma y el cuerpo, entre el imperativo moral y la realidad social. Ni Ana Ozores es una adúltera por naturaleza, ni el Magistral es un hombre moralmente corrupto: ambos son víctimas de la sociedad en la que viven. En una sociedad falsa e hipócrita no hay lugar para la autenticidad de los sentimientos, cada uno debe cumplir su papel de cara al mundo. No hay sitio para la verdad. Por eso, cuando el adulterio de Ana Ozores se resuelve dramáticamente, todos le volverán la espalda. El adulterio está bien mientras se guarden las apariencias, lo que se valora no es la virtud sino el disimulo.
Como contrapunto al frío dogmatismo de don Fermín de Pas y a su ateísmo «de facto», Clarín nos presenta la figura del obispo, don Fortunato Camoirán, hombre humilde y piadoso que, sin embargo, no consigue emocionar a la parroquia en sus sermones elevados y llenos de fe sincera; cosa que sí consigue el Magistral quien, sin embargo, se sabe moralmente inferior al prelado.

### La política
La Regenta supone una crítica irónica pero despiadada a las instituciones y al sistema político salidos de la Restauración. El funcionamiento de la maquinaria política en Vetusta queda descrito en el capítulo VIII. El sistema pretendidamente parlamentario de la Restauración está de por sí viciado por el caciquismo, pero en Vetusta, el cacique conservador (el marqués de Vegallana) y el liberal (Álvaro de Mesía), que deberían defender sus ideales (palabra usada sin duda de forma irónica por el autor) son grandes camaradas y se entienden a la perfección. La conclusión cae por su propio peso: en Vetusta (y por ende, en la España de la época) el sistema está doblemente corrompido.

### La familia
Clarín defiende (inicialmente en La Regenta y, mucho más ferozmente, en Su único hijo, su segunda novela) una religión de la familia, enunciada, irónicamente, por el personaje ateo de Vetusta, quien, en el capítulo XXVI, se confiesa: «Al fin sí existe una religión, la del hogar». La maternidad frustrada de Ana, la ausencia de una figura materna en su infancia, pueden presentarse como la génesis de su infortunio: donde no hay familia, no hay redención posible. Resulta interesante comprobar cómo Ana manifiesta siempre su dolorida e intensa emotividad por medio de relaciones de parentesco (ama a don Víctor como a un padre, al Magistral como a un hermano...). Más adelante, esta ideología de Clarín evolucionará hacia un pensamiento espiritualista cercano al Tolstói de Resurrección.

## Publicación y acogida
Conocido y temido crítico literario de su tiempo, Clarín se consagró casi en secreto a la redacción de su primera novela, no confiando su tarea ni a sus más íntimos amigos, hasta que en mayo de 1884 entregó a su editor el manuscrito del primer tomo apenas terminado. La editorial Cortezo de Barcelona publica el primer volumen de La Regenta en 1884; sin embargo, su comercialización en librerías no se inicia hasta enero del año siguiente. En mayo de 1885, apenas seis meses después, Clarín da por finalizado el segundo volumen de su obra, que verá la luz en julio de ese mismo año. El propio Clarín es plenamente consciente de haber escrito una obra maestra; en mayo, le escribe a su amigo José Quevedo:

¡Si vieras qué emoción tan extraña la de terminar por primera vez en la vida (a los treinta y tres años) una obra de arte!

Ya desde su primera publicación, La Regenta levantó polémica, llegando a ser censurada por el obispo de Oviedo en una carta pastoral, a la que Clarín no dudó en responder con sólidos argumentos, que llevaron a la reconciliación de ambos. Otros autores contemporáneos llegaron a acusar al autor de plagio, por los paralelismos que existen entre La Regenta y Madame Bovary de Flaubert.
Las reacciones de otros autores consagrados de la época fueron desiguales. Existía, entre los literatos contemporáneos, una justificada y morbosa expectación de presenciar el posible fracaso literario del temido crítico (escribe Emilia Pardo Bazán, poco antes de la publicación de la novela, en una carta a José Yxart: «Ya sé que se va a editar una novela de Clarín. Mucho deseo leerla, a ver si el eximio crítico es también narrador»). José María de Pereda, amigo personal de Clarín, le escribe a Benito Pérez Galdós:

¡Cuánta gracia y cuánto ingenio hay derrochados en esas páginas! Podrá aquello no ser un modelo de novela, y para mí desde luego no lo es; pero ninguno que lo considere con ánimo sereno dejará de reconocer que en Clarín hay un novelista de empuje, que con un poco de juicio y de imparcialidad puede hacer grandes cosas.

Por su parte, en una carta al propio Clarín, Menéndez Pelayo celebra su estilo:

(...) me ha parecido enteramente maduro, y mucho más amplio y flexible que el que había usado Vd. en sus obras críticas. La prosa de Vd. ha ganado mucho en precisión, y al mismo tiempo en jugo y en virtud descriptiva, haciéndose más densa y más llena de cosas.

La prensa también se hizo mucho eco de la publicación de la novela, tanto por el propio valor de la obra como por el renombre como crítico del autor. Críticos como Jacinto Octavio Picón o Antonio Lara Orlando, la valoraron muy positivamente ya desde el primer volumen, haciendo notar el «talento extraordinario» de Alas. Sin embargo, y a pesar de los elogios que recibe, tanto de eminentes literatos como de algunos críticos, los principales periódicos de la época (El Imparcial y El Liberal), la reciben con frialdad y calculada indiferencia, negándose a hablar de ella ni publicar crítica alguna. Tal recibimiento puede sin duda deberse, por un lado, a la parcialidad de Clarín como crítico; y, por otro, al haber descrito sin mucho disimulo personas reales como personajes de la novela. Como escribe el propio Clarín en una carta a su amigo Jacinto Octavio Picón:

Harto sufro yo las consecuencias de haber pegado palos a los que escriben de crítica y haber elogiado sólo a quien no publica artículos de este género. Si lo que en carta particular me han escrito a mí Galdós, Castelar, Pereda, Emilia Pardo, Echegaray, Menéndez Pelayo, lo hubieran publicado, ¡qué mayor éxito! En cambio, los enemigos se despacharon a su gusto.

El escritor Ricardo Labra cuenta en su libro El caso Alas «Clarín»: La recepción de La Regenta en la ciudad de Oviedo fue nefasta y terrible. A ello contribuyeron la "conducta teocrática del obispo Ramón Martínez Vigil, el precoz olvido en que cayó la obra de Clarín, el ignominioso fusilamiento del rector Alas, la vil e iconoclasta vejación a la memoria del autor de La Regenta, la lamentable historia de su busto y de su monumento, la larga noche del franquismo con su explícita o subrepticia censura a la que con honradez, clarividencia y pertinacia, procuraron oponerse y resistir algunas fuerzas intelectuales de casa y de fuera". Considera que Clarín y su obra fueron víctimas de una activa damnatio memoriae, aunque también hubo esfuerzos por algunos universitarios como José María Martínez Cachero, e instituciones como Archivum o el Instituto de Estudios Asturianos que reivindicaron la obra de Clarín así como la resiliencia de su familia que permitió que a partir de los años 1980 reviviera su figura y su obra.

### En el franquismo
El primer busto de Clarín sólo permaneció cinco años en el Campo de San Francisco, hasta 1936, al comienzo de la guerra civil española. Los que apoyaban a los sublevados en Oviedo colocaron unas orejas de burro al busto y luego lo dinamitaron. Al segundo busto, escultura de Hevia, le costó lo suyo saltar al Campo, hasta 1968.
Leopoldo Alas, como otros autores liberales del siglo XIX, fue repetidamente vetado por aquellos que se encargaban de preservar los principios del nacional-catolicismo y del régimen político en impresos y libros. Su discurso se consideró peligroso e inconveniente bajo la dictadura. La Regenta fue objeto de varios expedientes, y es interesante constatar que siempre se consideró altamente peligrosa, incluso cuando se accedió a su publicación. En 1956, Alfredo Herrero Romero solicita permiso para editar dos mil ejemplares de La Regenta. Se le deniega siguiendo instrucciones del censor, que afirma que la obra no ataca al dogma pero sí la moral, la Iglesia y a sus ministros, y explica:

No se señalan párrafos ni páginas por no hacer interminable su lista ya que es el espíritu de la obra y a la letra, toda absolutamente censurable.

Además se refiere a la «inveterada fobia anticlerical» del autor, pero admite que Alas tiene una «pluma magistral» y que La Regenta es una «joya de la literatura».
La prohibición se mantuvo hasta 1962, en que se abrió un nuevo expediente a instancias de Editorial Planeta. Esta vez el informe aparece firmado por Manuel de la Pinta Llorente, lector al que se le debe la recomendación de consentir la edición de otras obras decimonónicas de azarosa suerte frente a la censura. El censor explica:

Es novela naturalista que refleja la vida en Oviedo, y que representa la adquisición del arte de detalle, en el cuadro de provincia española, cuyos caracteres –canónigos, aristócratas, empleados– se analizan detenidamente, y sobre los cuales se alza la sonrisa irónica, inteligente, de autor. Ciertamente, la novela responde en muchas de sus páginas al inveterado y soez anticlericalismo español de entonces y de «ahora», pero ha de entenderse que se trata de una novela de un intelectual con público bastante restringido, y consideramos una grave equivocación, pese a censuras anteriores negativas, prohibir esta obra, novela capital en nuestra (sic!) letras contemporáneas.

Así, la obra viene a ser consentida gracias exclusivamente a sus extraordinarios méritos artísticos, pese a que se comenta su supuesta adhesión a un «anticlericalismo soez».

### En la actualidad
En la actualidad, se suele admitir que La Regenta es la mejor novela española del siglo XIX y la segunda más importante tras el Quijote. Tal opinión viene avalada por las declaraciones de indiscutidos novelistas y críticos, como Mario Vargas Llosa y Gonzalo Sobejano, respectivamente. Además reconocemos en este relato un «significado moral hondamente cristiano»; la obra vendría a ilustrar «la infinita aspiración amorosa del alma en diaria lucha con un mundo corrompido que mezcla, trastoca y envilece el apetito de la carne y la ansiedad de Dios». Para Gonzalo Torrente Ballester,

La Regenta nos interesa todavía... El destino de Ana Ozores, la gente que la rodea, las causas de su desgracia nos interesan por sí mismas, no porque hayan constituido la realidad moral y social de una ciudad europea de un tiempo determinado.

El centenario de su publicación, en los años 1984 y 1985, fue celebrado con entusiasmo en los ámbitos académicos de España y Estados Unidos.

### Traducciones
Pese a su indudable valor literario y artístico, La Regenta fue excluida de la mayoría de los cánones literarios españoles por motivos políticos; lo cual, sin duda alguna, impidió que alcanzara un merecido prestigio a nivel internacional. La novela no empezó a ser traducida hasta bien avanzado el siglo XX: en los 60 al italiano (F. Rossini), en los 70 al alemán (E. Hartmann), en los 80 al inglés (J. Rutherford) y al francés (J. F. Botrel e Y. Lissorgues)... El éxito de crítica va jalonando cada una de estas traducciones, pero aun así el conocimiento de Clarín fuera de España es todavía demasiado reciente y demasiado incompleto. La traducción más reciente es la realizada en asturiano por el ovetense Víctor Suárez Piñero en 2018.
John Rutherford, profesor de Literatura Española en la Universidad de Oxford y traductor de La Regenta y El Quijote entre otras obras, explica que la iniciativa partió de la editorial Penguin:

(...) dio la casualidad de que en aquellos momentos la editorial Penguin estaba planteándose la necesidad de llevar al inglés una obra capital para la literatura como es La Regenta, que hasta entonces era prácticamente desconocida para el público británico porque no existía una edición en su idioma. Y como en aquella época yo estaba empezando a publicar artículos sobre la obra, se pusieron en contacto conmigo y me hablaron de la posibilidad de encargarme a mí la traducción de La Regenta. No tuve que pensarlo mucho: me parecía maravilloso tener la oportunidad de traducir una novela de esa categoría. Ahora creo que fue una decisión muy atrevida, casi temeraria...

La traducción al checo, publicada en 2002, fue realizada por el prestigioso hispanista Eduard Hodousek, que invirtió más de dos años en la tarea y hubo de esperar casi veinte hasta ver su trabajo publicado.
Según Yvan Lissorgues, coordinador de la edición francesa,

La motivación de la traducción (al francés) es la vergüenza: sí, la vergüenza de que el país vecino de España, la cultura más familiar a Clarín, fuera la última en traducir La Regenta. Recuerdo que en el (...) congreso clariniano de Barcelona de 1984 (...) estaba a punto de salir la edición inglesa y los colegas nos decían: «Pero, y en Francia, ¿cuándo?»

## Adaptaciones
A lo largo del siglo XX, la obra ha sido adaptada a diferentes medios con éxito desigual. Fue llevada al cine en el año 1974, dirigida por Gonzalo Suárez, producida por Emiliano Piedra y con guion de Juan José Porto. Esta adaptación había sido anteriormente propuesta a Luis Buñuel, pero el proyecto no pudo llevarse a cabo debido a las trabas impuestas por la censura española de la época. También Orson Welles estuvo brevemente interesado en la idea, tras haber trabajado con Emiliano Piedra en Campanadas a medianoche. Finalmente fue Gonzalo Suárez el elegido para llevar a cabo la película, pese a las reticencias de algunos que le calificaban de «demasiado experimental». Sobre la elección del director, el crítico de cine Miguel Marías llegó a declarar:

No sólo la novela de Clarín es inadaptable al cine, sino que, a priori, resultaba difícil encontrar en el cine español a un director menos idóneo que Suárez para llevar a buen puerto tal empresa, sobre todo siendo nula la relación del autor de Ditirambo con el 'cine literario de prestigio' y sus esquemas narrativos.

La película, con la actriz Emma Penella dando vida a Ana Ozores, fue estrenada en el festival de cine de Moscú de aquel año, donde obtuvo un gran éxito de crítica. Gonzalo Suárez volvió a retomar el tema clariniano en 2007 con su película Oviedo Express, que narra una historia similar a la de Su único hijo ambientada en una adaptación teatral de La Regenta en un teatro ovetense. En el año 2010 varios medios publicaron información en torno a un supuesto proyecto del director José Luis Garci de rodar un docudrama en 3D sobre La Regenta, financiado por el Principado de Asturias, pero la producción no se llevó finalmente a cabo.
Una versión actualizada de La Regenta, con dirección de Marina Bollaín, fue llevada al teatro en el año 2012. En esta adaptación, la acción transcurre en un plató de televisión, donde Ana Ozores, la respetada esposa de un político, se ve expuesta al escarmiento y la humillación públicos por Fermín, su mayor confidente. La obra se estrenó en Avilés el 23 de marzo de 2012, tras lo cual estuvo de gira por diferentes teatros de toda España.
La adaptación televisiva de La Regenta fue estrenada en el primer canal de TVE el 17 de enero de 1995, convirtiéndose en una de las series de más éxito de aquel año. La producción, protagonizada por Aitana Sánchez-Gijón y Carmelo Gómez en los papeles de Ana y el Magistral, respectivamente, costó unos 50 millones de pesetas. La adaptación corrió a cargo de Fernando Méndez-Leite, que invirtió en el proyecto más de seis años, llegando a escribir hasta doce versiones diferentes del guion. Originalmente, la serie hubiera tenido diez capítulos, pero por problemas de presupuesto fue reducida a una miniserie de tres.
En el año 2000, el periodista y escritor Ramón Tamames publicó La segunda vida de Anita Ozores, una continuación de la novela de Clarín. Sobre la novela, escribió Francisco Umbral:

Ramón Tamames, en un nuevo gesto de brillante osadía literaria, le roba a Clarín el personaje de Anita Ozores para hacer pasar por los bellos ojos de aquella mujer todo lo que Ramón quiere decir, crear, recrear, inventar, historiar, cronificar, sobre la España de entonces. Esta nueva Anita Ozores, aunque tenga mucho de la anterior, es sobre todo un catalizador que utiliza el novelista para servirnos el retrato de un tiempo, de unos personajes, de un largo momento de la historia de España.

La Regenta fue también adaptada a la novela gráfica por el dibujante Isaac del Rivero. La obra, de más de 300 páginas, está publicada por la editorial Esmena y, según el propio autor, le debe mucho en el diseño de los personajes a la adaptación televisiva.
En 2022 se publicó La Rexenta contra Drácula, novela corta en lengua asturiana del escritor Adrián Carbayales, que transforma al personaje de Clarín en una agente secreta y la enfrenta con el vampiro de Bram Stoker. Considerada «una de las novelas en asturiano más exitosas del siglo XXI», pronto fue traducida al castellano. En 2025 publicó la segunda parte de esta, La Rexenta contra Frankenstein.  